# The Adventure of the Ambassador's Disappearance
The Adventure of the Ambassador's Disappearance è un cortometraggio muto del 1913 diretto da Maurice Costello, conosciuto anche con il titolo alternativo The Ambassador's Disappearance.

## Produzione
Il film fu prodotto dalla Vitagraph Company of America.

## Distribuzione
Distribuito dalla General Film Company, il film - un cortometraggio in una bobina - uscì nelle sale cinematografiche statunitensi il 10 gennaio 1913.